# Quiesce
Quiesce (wyciszanie) – określenie dla wstrzymywania aktywnych procesów w komputerze, które może być powiązane ze zrzutem bieżącego stanu na dysk. Operacja wyciszenia może być wykonywana w celu zapewnienia spójności backupów i jest wykonywana zamiast pełnego zatrzymania w wysoko dostępnych systemach.

## Wyciszanie bazy danych
Wyciszona baza danych (ang. quiesce database) to taki stan bazy danych, w którym tylko administrator bazy danych może wykonywać transakcje, w szczególności zapytania zapisujące dane. Taki stan umożliwia administratorowi wykonywanie operacji, które nie są możliwe podczas korzystania z bazy danych przez użytkowników, np. przeorganizowanie struktury bazy danych.
W wypadku bazy Oracle w stanie wyciszenia niektóre operacje mogą być buforowane do czasu wznowienia normalnych prac. Dostawcy wirtualizacji np. VMWare mogą wykonywać operację wyciszenia automatycznie, aby wykonać spójny backup wirtualnej maszyny.